# Acanthochitona thileniusi
Acanthochitona thileniusi är en blötdjursart som först beskrevs av Thiele 1909.  Acanthochitona thileniusi ingår i släktet Acanthochitona och familjen Acanthochitonidae. Inga underarter finns listade i Catalogue of Life.